# Aldo van Eyck
Pour les articles homonymes, voir Van Eyck.
Aldo van Eyck (Driebergen, 16 mars 1918 - Loenen aan de Vecht, 14 janvier 1999) est un architecte néerlandais. Ses œuvres les plus célèbres sont l’orphelinat municipal (1955-1960) et la maison Hubertus (1973-1978), tous deux situés à Amsterdam.

## Biographie

### Premières années et formation
Fils du poète Pieter van Eyck, il passe sa jeunesse en Angleterre, à Golders Green au nord de Londres. Puis, après une courte période à La Haye, il part étudier l’architecture à l’ETH de Zurich. Il restera en territoire suisse jusqu'à la fin de la Seconde Guerre mondiale.

### Voyages et réalisations
À partir de 1947, il voyage en compagnie de son épouse à travers le monde, à la recherche des cultures archaïques. De retour aux Pays-Bas, il travaille au département des travaux publics de la ville d'Amsterdam, sous la direction de van Eesteren, figure emblématique du modernisme néerlandais. Il ouvre sa propre agence à Amsterdam en 1951, en association avec Jan Rietveld (nl), fils de Gerrit Rietveld. La même année, il traverse le désert du Hoggar dans le sud de l'Algérie en compagnie de son ami peintre Guillaume Corneille. Ce voyage africain impressionne durablement les deux artistes. 

### Les CIAM et Team X
En 1946, il est membre de « De 8 en Opbouw ». Puis à partir de 1947 il est délégué pour son pays aux Congrès internationaux d'architecture moderne (CIAM) jusqu’à la fin de ceux-ci en 1959, à Otterlo.
Il fréquente de nombreux intellectuels et artistes d’avant-garde comme les membres du groupe CoBrA dont il fait partie de 1948 à 1951. Puis en 1953 il se joint à Jacob Bakema, Georges Candilis et les Smithson (Margareth Alison et Peter Denham) pour fonder le groupe Team X. Il dirige également la revue d’architecture Forum de 1959 à 1967.

### Dernières années et prix
Il enseigne dans de nombreuses universités aux États-Unis, aux Pays-Bas (Université technique de Delft) et en Suisse (École polytechnique fédérale de Zurich).
Il reçoit la Médaille d'or royale pour l'architecture (Prix RIBA) du Royal Institute of British Architects en 1990, et puis le Prix Wolf en Architecture (avec Frei Otto), en 1997.

## Principales réalisations

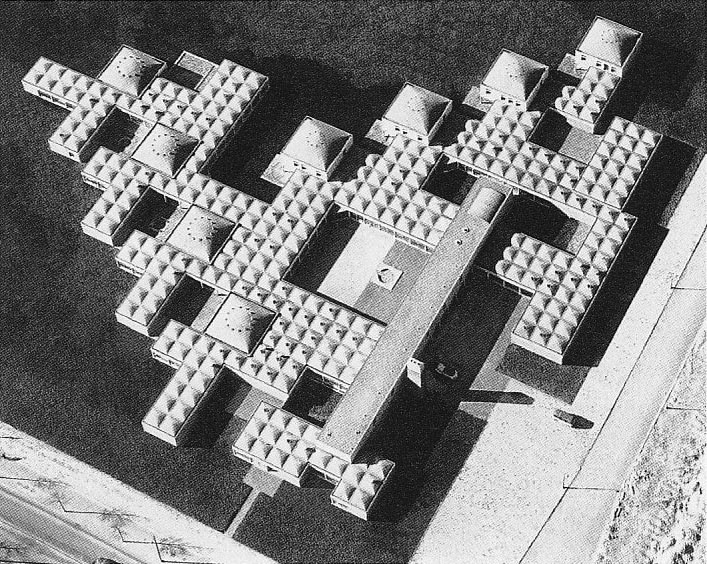
Orphelinat municipal à Amsterdam, 1960 (Aldo van Eyck)

- 1947-1978 : construction de terrains de jeu, Amsterdam.
- 1955-1960 : orphelinat municipal, Amsterdam Photo.
- 1963-1969 : église catholique, La Haye.
- 1969-1972 : logements PREVI, Lima, Pérou.
- 1973-1978 : maison Hubertus, Amsterdam Photo.
- 1980-1989 : maison Padua, Boucle.
- 1983-1992 : église Moluccan, Deventer.
- 1984-1989 : centre ESTEC, Noordwijk.
- 1990-1994 : immeubles de bureaux Tripolis, Amsterdam Photo.